# Hainzel (Patriziergeschlecht)

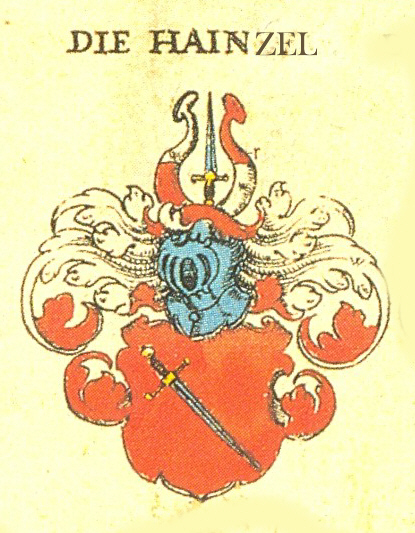
Wappen der Hainzel

Hainzel (auch Heinzel, Hainzel von Degelstein bzw. Hainzel von Luxbühel) war der Name eines ursprünglich aus der Schweiz stammenden, später in Lindau, Isny, Memmingen, Ulm und Augsburg ansässigen Patriziergeschlechts.

## Geschichte
Die Hainzel mit Wurzeln in der Schweiz gehörten zu den zahlreichen reichsstädtischen Geschlechtern, die es seit dem 14. Jahrhundert als Kaufleute zu Ansehen und Reichtum brachten. Zunächst erscheinen sie Lehensmänner des Klosters St. Gallen. 1332/33 belehnte der Abt des Klosters St. Gallen Hermann, Heinrich Hainzel mit Burg Degelstein. 1360 verkaufte Heinrich Hainzel und dessen Ehefrau Anna von Wiler Degelstein an den Bürger von Konstanz Rudolph von Dettigkofer. Laut einer Urkunde vom 14. Oktober 1362 erwarb Heinrich Hainzel aus Isny, Bürger von Lindau zwei Güter zu Degelstein als Lehen des Klosters St. Gallen und der Schellenberg. Noch seine Nachkommen führten nach dem Edelsitz den Namen „Hainzel von Degelstein“. 1382 fungierte Conrad Hainzel als Bürgermeister von Lindau. 1464 kam es zwischen Hans Hainzel und der Stadt Lindau um die Gerichtsbarkeit über das Lehen Tegelstein, der spätere Lindenhof bei Lindau zu Streitigkeiten. Vermutlich durch eine Erbentochter gelangte Luxbühel noch vor dem Ende des 15. Jahrhunderts an das Lindauer Patriziergeschlecht Kröll. Die Linie, die sich nach dem Besitz „Hainzel von Luxbühel“ nannte, ist 1567 mit Georg Hainzel erloschen.
Ein Zweig zog über die Reichsstädte Memmingen, Nördlingen und Ulm nach Augsburg. Heinrich Hainzel aus Memmingen erlangte durch seine Ehe mit Barbara Schleicher 1463 das Bürgerrecht der Reichsstadt Ulm. Seine Söhne Peter und Hans begaben sich nach Augsburg unter die Zünfte der Kaufleute. Peter Hainzel heiratete 1498 Dorothea Lauginger und Hans Hainzel 1506 Catharina Welser. 1536 fungierte der Zunftmeister Hans Hainzel als Stadtpfleger von Augsburg. 1538 wurden Hans und sein Neffe Anton Hainzel in den Augsburger Patrizierstand erhoben. Der Bürgermeister von Augsburg Johann Baptist Hainzel war Förderer der Wissenschaft und Gründer eines protestantischen Kollegiums für arme Schüler des Gymnasiums bei St. Anna. Aus seiner Ehe mit Veronika Imhoff gingen 20 Kinder hervor. Sein Bruder Paul Hainzel bekleidete in Augsburg ebenfalls das Bürgermeisteramt und war außerdem Astronom, sowie mit Tycho Brahe befreundet. Bereits um 1600 hatten die Hainzel einzelne Höfe in Göggingen dem Augsburger Domkapitel überlassen. Der Sohn von Johann Baptist, Johann Heinrich Hainzel diente zunächst in Augsburg als protestantischer Kirchenpfleger. Nachdem es zwischen ihm und dem Stadtrat zu Streitigkeiten kam, wurde er 1584 seinen Ämtern enthoben. Der Stadt verwiesen, gab er sein Bürgerrecht auf. In Ulm verfasste er Schmähschrift gegen den Stadtpfleger von Augsburg Rehlinger und den Stadt-Advokaten Tradel. Vom vorderösterreichischen Landvogt in Günzburg gefangen genommen, gelang ihm die Flucht nach Zürich. Nach und nach kaufte er in seinem Schweizer Exil die Herrschaft Haldenstein bei Chur, sowie 1592 zusammen mit seinem Bruder Johann Ludwig Hainzel die Herrschaft Elgg bei Zürich. 1612 erwarb das Geschlecht von den Fuggern das Gut Meitingen, wobei es der letzte Angehörige Martin Hieronymus Hainzel noch zu Lebzeiten an den Augsburger Patrizier Adolph Zobel verkaufte. Das Geschlecht ist 1684 in Augsburg mit dem Inneren Rat, Ungeld-Deportiertern und Proviant- und Zeugmeister Martin Hieronymus Hainzel im Mannesstamm erloschen. In der ehemaligen Augsburger Dominikanerkirche besaß die Familie früher eine Begräbniskapelle.

## Besitzungen

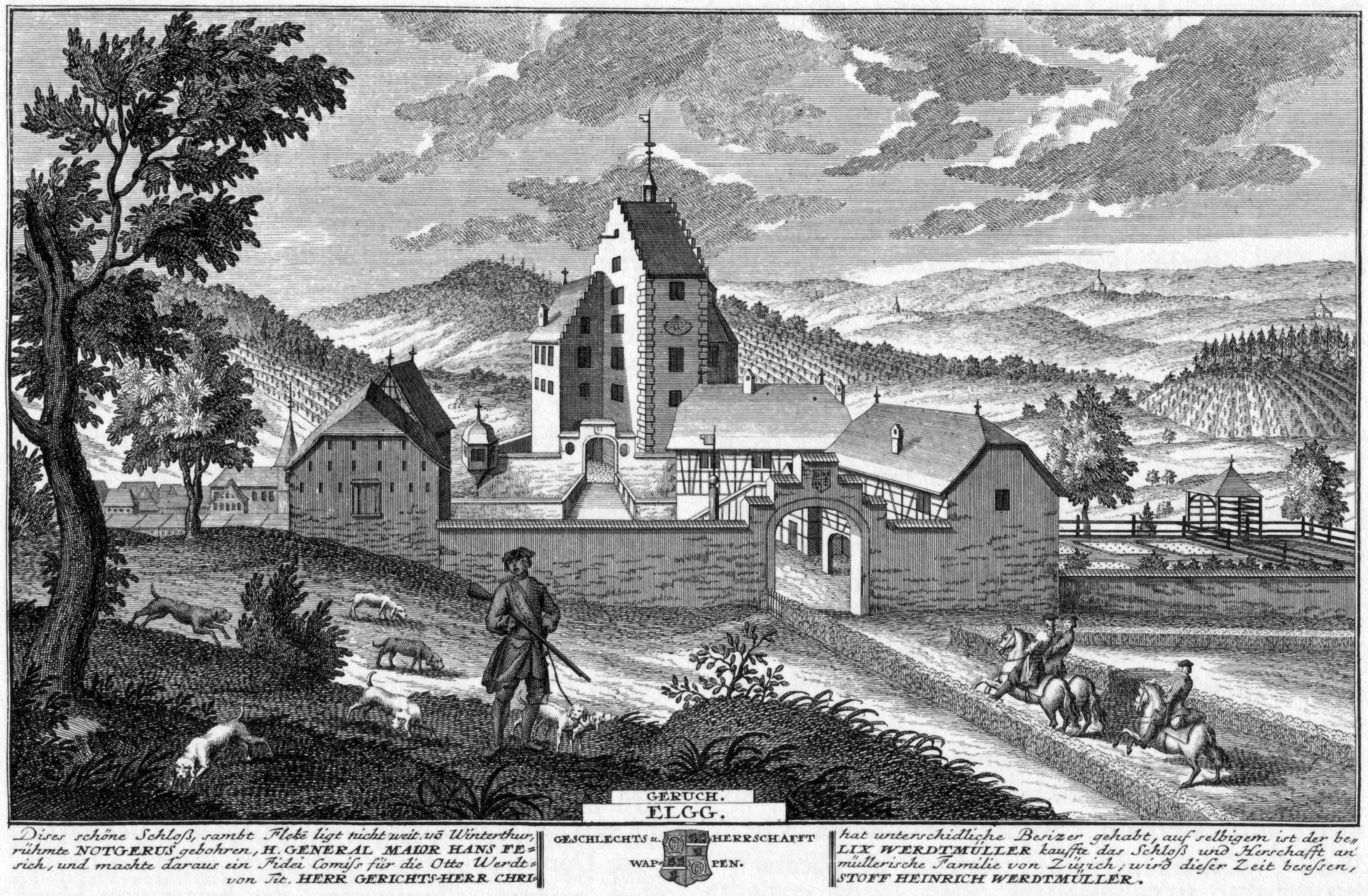
Schloss Elgg

- Degelstein (1332–1360)
- Elgg (16. Jahrhundert)
- Göggingen (16. Jahrhundert)
- Haldenstein (16. Jahrhundert)
- Luxbühel (15. Jahrhundert)
- Meitingen (1612–?)

## Persönlichkeiten
- Hans Heinrich Haintzel (* 1553), Patrizier, Ratsherr, Kirchenpfleger und Gutsbesitzer
- Johann Baptist Hainzel (1524–1581), Bürgermeister von Augsburg
- Johann Ferdinand Hainzel (1621–1671), deutscher Maler
- Paul Hainzel (1527–1581), deutscher Astronom, Bürgermeister von Augsburg